# Przedsiębiorstwo Komunikacji Miejskiej w Gliwicach
PKM Gliwice, forma abbreviata di Przedsiębiorstwo Komunikacji Miejskiej Spółka z o.o. w Gliwicach, è l'operatore che svolge il servizio di trasporto pubblico con autobus nella città di Gliwice, in Polonia, e nel suo circondario.

## Storia
Il 1º ottobre 1991 la compagnia è stata fondata dopo la liquidazione della WPK Katowice, che gestiva tra gli altri le linee di autobus urbano e suburbano.
Dal 28 agosto 1997 la compagnia ha cambiato ragione sociale, diventando una impresa a responsabilità limitata.

## Esercizio
Attualmente la PKM gestisce 44 linee di autobus, principalmente interurbane, per una percorrenza totale di circa 40.000 km al giorno.
La società è controllata all'81,53% dall'amministrazione comunale (comune) di Gliwice, al 14,32% dal comune di Zabrze, al 2,35% dal comune di Knurów, allo 0,98 da Gierałtowice e allo 0,82 da Zbrosławice. Il valore dell'azienda al 2006 era stimato in 22.714.500 Złoty polacchi.